# Idrissa Gueye
Idrissa Gana Gueye (født 26. september 1989) er en senegalesisk professionel fodboldspiller, som spiller for Premier League-klubben Everton og Senegals landshold.

## Klubkarriere

### Diambars og Lille
Efter at have startet sin karriere med Diambars i hjemlandet, rykkede Gueye i 2008 til Frankrig, hvor han skrev kontrakt med Lille. Her spillede han de følgende syv sæsoner, og var blandt andet med til at vinde det franske mesterskab med klubben i 2011. 

### Aston Villa
Guyana skiftede i sommeren 2015 til Aston Villa.

### Everton
Efter kun én sæson hos Aston Villa, der endte med at rykke ud af Premier League efter sæsonen 2015-16, skiftede Gueye til Everton for en pris på ca. 7 millioner britiske pund. Gueye etablerede sig over de næste sæsoner som en central del af Everton mandskabet, og blev i 2018-19 sæsonen kåret som årets spiller i klubben sammen med Lucas Digne.

### Paris Saint-Germain
Gueye skiftede i juli 2019 til Paris Saint-Germain. PSG vandt alle 3 mulige titler i Frankrig i Gueyes debutsæson, og nåede til Champions League finalen, hvor de dog tabte til Bayern München.

### Everton retur
Gueye skiftede i september 2022 tilbage til Everton.

## Landsholdskarriere
Gueye debuterede for Senegals landshold den 11. november 2011.
Gueye var del af Senegals trup til VM 2018 og Africa Cup of Nations i 2015, 2017, 2019, 2021 og 2023. Han var også del af Senegals trup til sommer-OL 2012.

## Titler
Lille
- Ligue 1: 1 (2010-11)
- Coupe de France: 1 (2010-11)

Paris Saint-Germain
- Ligue 1: 1 (2019-20)
- Coupe de France: 2 (2019-20, 2020-21)
- Coupe de la Ligue: 1 (2019-20)

Senegal
- Africa Cup of Nations: 1 (2021)

Individuelle
- Everton Spillernes Årets Spiller: 1 (2018-19 (delt med Lucas Digne))
- Africa Cup of Nations Turneringens hold: 1 (2019)
- CAF Årets hold: 1 (2019)
- IFFHS CAF Årets hold: 1 (2020)